# Ismael Cala
Ismael Cala López (Santiago de Cuba, 8 de septiembre de 1969) es un periodista, escritor, conferencista, productor y presentador de radio y televisión cubano con nacionalidad canadiense y estadounidense. Reside en Estados Unidos. 
Es reconocido internacionalmente por sus programas ¡Qué tarde tan padre!, Calando fuerte, El mundo informa y su programa de entrevistas Cala, que fue emitido por CNN en español, hasta el 1 de julio de 2016. Después de un retiro temporal de la televisión, retomó su programa Cala en MegaTV, para Estados Unidos y Puerto Rico, y en el canal internacional VePlus, para toda América Latina y España. Actualmente continúa trabajando como conferencista y emite su pódcast semanal D'mente Positivo.

## Biografía
Se crio y estudió en Santiago de Cuba, su ciudad natal, donde apareció en la radio por primera vez a los ocho años en la emisora CMKC. Su primera maestra de radio fue la escritora y directora Nilda G. Alemán. Sus abuelos vinieron desde las Islas Canarias, España. Estudió Historia del Arte en la Universidad de Oriente.  Fue presentador de radio y televisión en Cuba, en programas como De cinco a siete, en Radio Taíno, o en el de juegos Quién sabe en el canal nacional Cubavisión.
En 1998 llegó a Toronto, Canadá, donde estudió periodismo en la Escuela de Comunicación de la Universidad de York (2001-2003) y producción de televisión en el Seneca College. Comenzó a trabajar como corresponsal para la cadena internacional de noticias CNN en su versión en español haciendo reemplazos. Pronto se convirtió en conductor de Calando a..., un ciclo de reportajes biográficos en Telelatino Network (TLN), de Fiesta Olé, Caliente y Viva auto, entre otros. En Canadá creó una productora que llevaba su nombre.
Posteriormente se mudó a Miami, donde fue conductor invitado de Despierta América, popular show de la mañana de Univisión y trabajó como reportero para CNN en Español: le tocó informar de la ejecución de Sadam Huseín y el huracán Frances de 2004, lo que lo dio a conocer en América Latina.
Pero el éxito le llegó al lanzar los programas ¡Qué tarde tan padre! (Canal de las Estrellas, México) y Calando fuerte (AméricaTevé, Miami, EE. UU.). Además, desde noviembre de 2007 fue conductor del programa radial matutino Ismael Cala y la jungla de la mañana, de Mega 949. Fue productor de El mundo informa, en CNN en Español. y Estudiante de la UPEA en el año 2008.
Desde el 22 de noviembre de 2010 hasta el 1 de julio de 2016 fue presentador del programa de entrevistas Cala, en el horario estelar de CNN en Español. Este programa le dio fama internacional. Después de cinco años en las pantallas de CNN en Español, decidió retirarse de la televisión temporalmente para dedicarse a su carrera como conferencista. En dicho programa conversó con numerosas personalidades de la política, del espectáculo, de la música, de los medios de comunicación y el deporte.
Como conferencista inspiracional y empresarial ha recorrido una veintena de países de América. Fruto de esta labor ha sido su libro el El poder de escuchar, publicado en 2013, y que lleva como subtítulo La guía esencial en tu camino al éxito. En 2014 lanzó Un buen hijo de P..., en 2015 El secreto del bambú, en 2016 El analfabeto emocional y en 2017 Despierta con Cala. En 2017 se retira de pantalla de televisión. Ha recibido numerosas distinciones por su trabajo, entre las que destacan el Canadian New Pioneers Award, el Somos —al mejor comunicador del año en Toronto— o el de la Asociación de Cronistas de Espectáculos de Nueva York.
Ha realizado alianzas empresariales con personalidades de como Deepak Chopra y John C. Maxwell, referentes mundiales en temas de meditación y liderazgo y recibido formación de reconocidos líderes internacionales como Robin Sharma, Brian Tracy y Tony Robbins; además de completar el Programa Ejecutivo de Liderazgo Exponencial en Singularity University, de Silicon Valley.
CalaMundos y CalaEncuentros, sus eventos internacionales anuales, son referentes del turismo de conciencia. Adicionalmente, ha creado una academia en línea con cursos formativos y una aplicación de meditación  "EsCala Meditando".

## Premios y reconocimientos
La revista "People en Español" lo eligió entre los 50 más bellos en 2015, y en 2016 estuvo en la lista de los más influyentes.
Entre sus múltiples premios y reconocimientos están las Llaves de las ciudades de Miami y Maracaibo. Ha sido declarado Huésped Ilustre de las ciudades de Santa Cruz (Bolivia), Asunción (Paraguay) y Guayaquil (Ecuador). En 2013 fue elegido Personalidad Iberoamericana del Año por la Organización de Periodistas Iberoamericanos y en 2014 recibió el Premio Palmas de Oro, del Círculo Nacional de Periodistas de México.
El periódico The New York Times lo comparó con el mítico Larry King.

## Fundación Ismael Cala
La Fundación Ismael Cala apuesta por el desarrollo del liderazgo emocional y educativo de niños, adolescentes y jóvenes en situación de vulnerabilidad de América Latina y de la población hispana de EE. UU. Cuenta con un programa de Canalización de Becas. En alianza con instituciones educativas, empresas y otras organizaciones de desarrollo social, promueve la educación y formación de jóvenes a través cursos y/o carreras de mejoramiento personal y profesional.

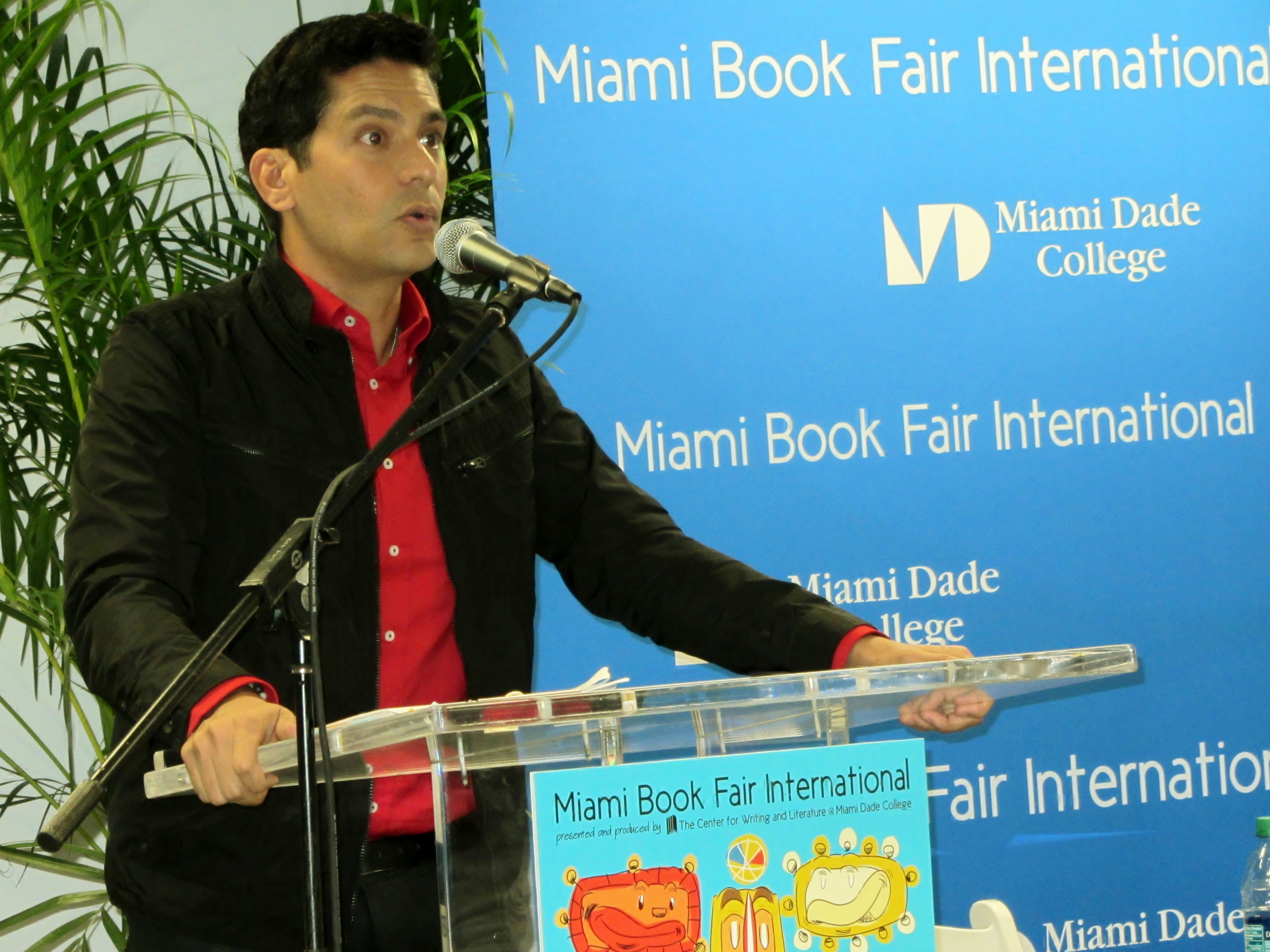
Cala en la Feria Internacional del Libro de Miami 2014

## Libros
- El poder de escuchar, C.A. Press, 2013
- Un buen hijo de P..., Vintage Español, 2014
- El secreto del bambú, HarperCollins Español, 2015
- El analfabeto emocional, V&R Editoras, 2016
- Fluir para no sufrir, Diana, Grupo Planeta, 2022